# Fengman
Fengman (en chino:丰满区, pinyin:Fēngmǎn qū, lit:abundante) es un distrito urbano bajo la administración directa de la Ciudad de Jilin. Se ubica en el centro geográfico de la provincia de Jilin , noreste de la República Popular China . Su área es de 1066 km² y su población total para 2010 fue +200 mil habitantes. 

## Administración
El distrito de Fengman se divide en 10 pueblos que se administran en 5 subdistritos, 1 poblado y 4 villas.